# Навчально-науковий інститут комп'ютерних наук та управління проектами
Навча́льно-науко́вий інститу́т комп'ю́терних нау́к та управл́іння прое́ктами (ННІКНУП) - заклад вищої освіти, що є структурним підрозділом Національного університету кораблебудування ім. адмірала Макарова. ННІКНУП готує фахівців в галузі інформаційних технологій.
ННІКНУП був заснований в результаті реорганізації Національного університету кораблебудування 17 жовтня 2006 р. і при заснуванні отримав назву "Інститут комп’ютерних та інженерно-технологічних наук" (ІКІТН). При заснуванні інститут був розташований в головному корпусі НУК.

## Історія інституту
Ідея створення інституту, який мав готувати кадри, враховуючи всі найновітніші досягнення і тенденції наукових знань, належить його першому директору – д. т. н., професору Кошкіну Костянтину Вікторовичу. 
На основі рішення Вченої ради НУК ім. адмірала Макарова та відповідного наказу ректора у вересні 2017 р. ІКІТН було перейменовано у Навчально-науковий інститут комп’ютерних наук та управління проєктами.
Наприкінці 2022 р. внаслідок часткового руйнування будівлі головного корпусу НУК після ракетного обстрілу російськими окупаційними військами ННІКНУП переїхав до другого корпусу університету, що розташований на Центральному проспекті Миколаїва.

## Директори інституту
1. 17 жовтня 2006 р. — 24 грудня 2017 р. — д.т.н., професор К. В. Кошкін (повноваження припинені в зв'язку з раптовою смертю)
2. 25 грудня 2017 р. — 31 серпня 2018 р. — тимчасово виконував обов'язки к.т.н., проф. НУК С. О. Слободян
3. З 1 вересня 2018 р. — к.т.н., доцент кафедри програмного забезпечення автоматизованих систем Т. А. Фаріонова

## Кафедри інституту
- Кафедра інформаційних управляючих систем та технологій
- Кафедра програмного забезпечення автоматизованих систем
- Кафедра управлiння проєктами
- Кафедра вищої математики
- Кафедра комп’ютерно-інтегрованих технологій та інженерної графіки
- Кафедра фiзики і математики

## Спеціальності
- 121 Інженерія програмного забезпечення
- 122 Комп’ютерні науки
- 122 Комп’ютерні науки (Управління проєктами)
- 124 Системний аналіз
- 126 Інформаційні системи та технології